# Félix Février
Félix Lucien François Joseph Février, né le 27 décembre 1855 à Sombreffe et décédé le 24 août 1908 à Florennes fut un homme politique libéral belge.
Février fut ingénieur des Arts et Manufacture (Gand, 1878), candidat notaire (ULB, 1880), Notaire (1883), élu conseiller communal (1884-1895; 1903) et échevin (1904) à Florennes; sénateur de l'arrondissement Charleroi-Thuin (1900-1908).

## Sources
- Liberaal Archief